# Бажбеук-Меликян, Лавиния Александровна
Лавиния Александровна Бажбеук-Меликян (3 апреля 1922, Тифлис, Грузинская ССР, СССР — 8 ноября 2005, Ереван, Армения) — советская, российская и армянская художница. Народный художник Армянской ССР (1983). Заслуженный деятель искусств Российской Федерации (1997). Действительный член Российской академии художеств (2002).

## Биография
Родилась в Тбилиси в семье известного армянского художника Александра Александровича Бажбеук-Меликяна. Дети отца от его второго брака — сын Вазген и дочь Зулейка также стали художниками.
В 1944 году окончила Художественное училище им. П. Терлемезяна в Ереване, а в 1951 году Московский художественный институт им. Сурикова. По окончании учёбы в институте Лавиния работала над мозаичным панно в московском метро под руководством народного художника СССР П. Д. Корина. После этого вернулась в Армению и работала там.
19 сентября 2000 года Лавиния Бажбеук-Меликян получила гражданство Российской Федерации.

## Творчество
Художница писала пейзажи Армении, картины из жизни армянских крестьян; в последние годы она работала главным образом в мастерской, создавая портреты друзей-художников, автопортреты, натюрморты, которые искусствоведы считают вершиной её творчества.
На искусство Л.Бажбеук-Меликян большое влияние оказало творчество её отца — Александра Бажбеук-Меликяна и Мартироса Сарьяна. В её работах соединены традиции русской реалистической школы и национальный колорит армянского искусства.
Художница изображена на картине своего друга — советского и российского художника Дмитрия Жилинского «У моря. Семья» (1964).

## Оценки
«Многие художники в начале своей деятельности пишут хорошие картины, но со временем их работы становятся более тусклыми и неинтересными. Но Лавиния Бажбеук-Меликян не относится к числу таких художников. Даже наоборот, её последние работы ещё более глубокие и сильные».— Генрих Игитян, искусствовед, директор Национального центра эстетического воспитания
Армянский искусствовед, бывший директор Национальной картинной галереи Шаген Хачатрян отметил, что предметы и их красота всегда были в центре внимания Лавинии Бажбеук-Меликян. Мариам Бажбеук-Меликян, дочь художницы, отметила, что на выставленных полотнах показаны интересные психологические типажи, пейзажи нашей прекрасной Армении, натюрморты: «Сейчас редко кто из художников сосредотачивает внимание на натюрмортах. Мы так часто проходим мимо окружающих нас предметов и вещей и не обращаем внимание на их красоту. А видеть красоту во всем и уметь изображать её — это особый дар».

## Награды и звания
- Народный художник Армянской ССР (1983).
- Заслуженный художник Армянской ССР (1967).
- Заслуженный деятель искусств Российской Федерации (25.08.1997) — за заслуги в области искусства[7].
- Член-корреспондент Академии художеств СССР (1988).
- Действительный член Российской академии художеств (2002).
- Серебряная медаль Академии художеств СССР (1981)[8].
- Золотая медаль ВДНХ СССР (16.03.1970) — за высокое художественное мастерство в работе над портретами «Художник Минас» и «Акоп Акопян с женой».
- Бронзовая медаль ВДНХ СССР (14.12.1983) — за создание живописного полотна «Портрет хирурга И. Манукяна».

## Персональные выставки
- 1979 — Дом художника. Ереван[9]
- 1980 — Москва[10]
- 01.10.2008—14.10.2008 — в Союзе художников Армении, Ереван[6]
- 10.04.2007—06.05.2007 — в Российской академии художеств, Москва[11]

## Основные работы
- Портрет отца, Александра Бажбеук-Меликяна (1960)
- Мать (1961)[12]
- Натюрморт с книгами (1970)
- Автопортрет (1978)
- Художник Нина Жилинская (1984)
- Портрет сестер Агабалянц (1994)
- Портрет М. Хачатрян (1996)

## Внешние ссылки к фотографиям работ
- «Скалы. Шоржа» (1976), Государственная Картинная Галерея Армении